# Like What (Freestyle)
«Like What (Freestyle)» (с англ. — «И что?») — сингл американской хип-хоп исполнительницы Карди Би. Он был выпущен 1 марта 2024 года на лейбле Atlantic Records и сопровождался музыкальным видео, режиссёром которого выступил муж Карди Би Offset. Трек является фристайлом на сингл «She’s a Bitch» Мисси Эллиотт 1999 года.

## Композиция
В песне Карди Би обращается к своим недоброжелателям и врагам, напоминая им о своём статусе в рэп-индустрии.

## Видеоклип
Режиссёром музыкального видео выступил муж Карди Би Offset. Действие происходит в застеклённом особняке на склоне холма. Всё начинается с того, что Карди Би расхаживает по залам в наряде, отдающем дань уважения рэперше Лил Ким из её видеоклипа на сингл «Came Back for You»: чёрное бикини под шубой до пола, в дополнение к украшенному драгоценными камнями колье с соответствующими серьгами и инкрустированными кристаллами бровями, Карди также отдала дань уважения Мисси Эллиотт. В одной из сцен Карди изображена с розовыми ресницами, а в другой она сидит на красном диване у бассейна и ест суши из сумки бренда Yves Saint Laurent. Позже исполнительница носит инкрустированное бриллиантами бикини и шорты, позируя для фотосессии. Видео заканчивается сообщением: «Это только начало… следите за обновлениями».

## Отзывы
Закари Хорват из HotNewHipHop написал о песне: «С лирической точки зрения Карди предлагает несколько солидных рифм и строк». Алекс Гонсалес из Uproxx сказал, что Карди Би «выступает с той же харизмой и эксцентричной энергией, что и Мисси 25 лет назад» и что «она демонстрирует одни из самых горячих строк в своей карьере, напоминая нам всем, как быстро она может переключаться на разные флоу».

## Чарты
| Чарты (2024)                          | Высшая позиция |
| ------------------------------------- | -------------- |
| Канада (Billboard Canadian Hot 100)   | 88             |
| Мир (Billboard Global 200)            | 91             |
| Новая Зеландия Hot Singles (RMNZ)     | 8              |
| Нигерия (TurnTable Top 100)           | 58             |
| США (Billboard Hot 100)               | 38             |
| США (Billboard Hot R&B/Hip-Hop Songs) | 12             |